# Numb (canción de Linkin Park)
«Numb» es una canción de la banda de rock estadounidense Linkin Park, grabada para su segundo álbum de estudio, Meteora (2003). Fue escrita por todos los integrantes de la banda y su producción contó con la ayuda del productor musical Don Gilmore. Su grabación comenzó en 2002, una semana antes de que el grupo ingresara a los NRG Recording Studios para comenzar a grabar su segundo álbum de estudio. La pista se anunció como el tercer sencillo de Meteora mientras el grupo participaba en el Summer Sanitarium Tour. Su lanzamiento tuvo lugar el 8 de septiembre de 2003 por Warner Bros. y Machine Shop. Musicalmente, es un trabajo que deriva de los géneros nu metal y rock alternativo cuyas letras expresan la presión de estar a la altura de las expectativas de otra persona.
La canción recibió elogios de la crítica, que se dirigieron principalmente a la voz de Chester Bennington, su composición e instrumental. Tuvo un desempeño comercial positivo al alcanzar las primeras quince posiciones de las listas musicales en varios lugares de Europa. En los Estados Unidos se ubicó en el número 11 en el Billboard Hot 100 y en la cima de las listas Mainstream Rock y Alternative Airplay durante tres y doce semanas, respectivamente. Posteriormente la Recording Industry Association of America (RIAA) lo certificó con cuatro discos de platino por vender más de cuatro millones de copias. Fue reconocida con el premio "Canción de rock alternativo del año" por los Radio Music Awards y ocupó el puesto 95 en la lista de Rhapsody de las "100 mejores pistas de la década".
El video musical fue dirigido por DJ Joe Hahn y se filmó en diferentes ubicaciones de la ciudad de Praga, República Checa, a mediados de junio de 2003. Debido a un diagnóstico de hernia de hiato en Bennington, la parte en la que participa la banda se realizó en una catedral ubicada en Los Ángeles. La producción describe los problemas domésticos y sociales a los que se enfrenta una joven (interpretada por la actriz Briana Evigan) que es rechazada y ridiculizada en gran medida por todos los que la rodean. El video fue bien recibido y ganó el premio "Mejor video musical internacional" en MTV Video Music Brasil 2004. Retrospectivamente, es el video musical de la década de 2000 con más visitas en YouTube, independientemente del género, así como uno de los videos de música rock más vistos en la plataforma.
Varios artistas realizaron versiones y remixes de la canción, que también se utilizó en otros medios. En una colaboración entre la banda y el rapero estadounidense Jay-Z, la pista se utilizó en el mashup "Numb/Encore", una mezcla de la canción de Jay-Z "Encore" y "Numb". Fue lanzada en diciembre de 2004 como el sencillo principal del EP Collision Course y se convirtió en un éxito comercial y de crítica para ambos artistas. En los Premios Grammy de 2006, el mashup fue premiado en la categoría " Mejor Colaboración Rap/Cantada". "Numb" se presentó en vivo por televisión por primera vez en agosto de 2003 en el programa Jimmy Kimmel Live! en ABC y luego ocupó un lugar destacado en los repertorios de la banda en varios festivales de todo el mundo. También ha aparecido en paquetes DLC para videojuegos como Rock Band 3 (2010), Rocksmith 2014 (2013) y Beat Saber (2019).

## Antecedentes
El proceso de creación comenzó en 2002, una semana antes de que la banda ingresara a los NRG Recording Studios para comenzar a grabar su segundo álbum de estudio, Meteora; este proceso también ocurrió durante los descansos en las giras en apoyo de su álbum predecesor, Hybrid Theory. La banda anunció oficialmente Meteora en diciembre de 2002 y declaró que el título de su nuevo trabajo se basó en la región rocosa de Meteora en Grecia, donde se construyeron varios monasterios sobre las rocas. Según el multiinstrumentista Mike Shinoda, el álbum trata de encontrarse a uno mismo: "Cada canción trata de mirar hacia adentro y liberar emociones". El disco finalmente se lanzó en marzo de 2003 y fue un éxito comercial. Su primer sencillo, "Somewhere I Belong", fue lanzado días antes del lanzamiento del álbum, en marzo de 2003, y el seguimiento, "Faint", estuvo disponible en julio. "Numb" se lanzó posteriormente como el tercer sencillo.

## Composición
La canción es la última pista del disco, tiene una duración de tres minutos y siete segundos (3:07) y sigue al instrumental "Session". El sencillo abarca los géneros de nu metal y rock alternativo, tomando algunos elementos de metal alternativo y pop rock. Numb presenta un tempo de 108 latidos por minuto (bpm). "Numb" fue escrita por todos los miembros de Linkin Park y coproducida por el grupo junto con Don Gilmore. Líricamente, expresa la presión de estar a la altura de las expectativas de otra persona; líneas como "No sé qué esperas de mí / Empujándome a seguir tus pasos" resaltan este tema. Más objetivamente, la frase "Cada paso que doy es un error más para ti", retrata el estado psicológico de cómo un adolescente se hace daño a sí mismo en su entorno familiar, como si no pudiera hacer nada para enorgullecer a sus padres. El vocalista Chester Bennington explicó el significado de la letra de la canción de la siguiente manera: 

“Una de las cosas que generó la idea de la letra fue cómo se siente cada chico de 15 años cuando quiere ser diferente de lo que sus padres esperan que sea. […] Cuando naces, tus padres tienen ciertas expectativas de lo que imaginan que eres, en lo que te conviertes, y el 99 por ciento de las veces es completamente diferente de tus propias metas. Entonces, la canción trata sobre encontrarte a ti mismo, en lugar de vivir tu vida a través de los ojos de otra persona".
Chester Bennington

En una revisión pista por pista realizada para el sitio web Shoutweb, Shinoda opinó sobre la inclusión de la canción en Meteora: "Creo que fue una buena manera de terminar el álbum porque lo resume. Es muy reconocible como nuestro sonido. Suena como una canción de Linkin Park, pero tiene un estado de ánimo que solo tiene Meteora, si eso tiene algún sentido". Según la información del folleto del disco, la banda no se esforzó mucho en producir la pista, la cual se basó en el gancho del sintetizador presente en su introducción. La mezcla estuvo a cargo de Andy Wallace, ganador de varios premios Grammy, quien también estuvo a cargo de mezclar todo Meteora y su predecesor, Hybrid Theory. En 2023, Shinoda reveló que al momento de elegir las canciones que conformarían la lista final de canciones de Meteora, estaba en disputa con la entonces inédita "Lost" porque compartían "el mismo tipo de emoción y energía", además de estructuras de canciones similares, pero al final "Numb" se impuso por ser, según él, "posiblemente una mejor canción".

## Recepción crítica
"Numb" fue aclamada por los medios especializados y el público, siendo una de las canciones más conocidas de Linkin Park. Killian Young de Consequence of Sound dijo que el trabajo "tenía todas las características de un gran éxito crossover. Desde las armonías vocales de Mike Shinoda y Chester Bennington hasta la distintiva introducción de sintetizador, la pista logra el equilibrio perfecto entre su instrumentación pesada y letras sensibles". Chad Childers, de Loudwire, colocó a "Numb" en el número dos de su lista de las "10 mejores canciones de Linkin Park" y comentó: "Numb" es definitivamente una de las canciones más poderosas de Linkin Park, y dice mucho sobre tratar de estar a la altura de las expectativas de otras personas. [...] Mezclando en partes iguales melodía y agresión, 'Numb' se ha convertido en uno de los temas más queridos de la banda". En otro artículo, Childers consideró que la mezcla de "ritmos electrónicos de Joe Hahn y la voz de toda la vida de Bennington" son aspectos destacados de la pista. Louder Sound comentó sobre la importancia de la canción tras el lanzamiento del álbum Hybrid Theory, destacando la capacidad de la banda para seguir siendo relevante en la industria tras el éxito de su disco debut: "En los primeros años de este siglo, hubo muchos que cuestionaron el poder de la permanencia de Linkin Park e insistió en que la banda de Los Ángeles desaparecería tras el éxito 'casual' de Hybrid Theory: 'Numb' disipó toda esa palabrería en tan solo una mirada de más de tres minutos".

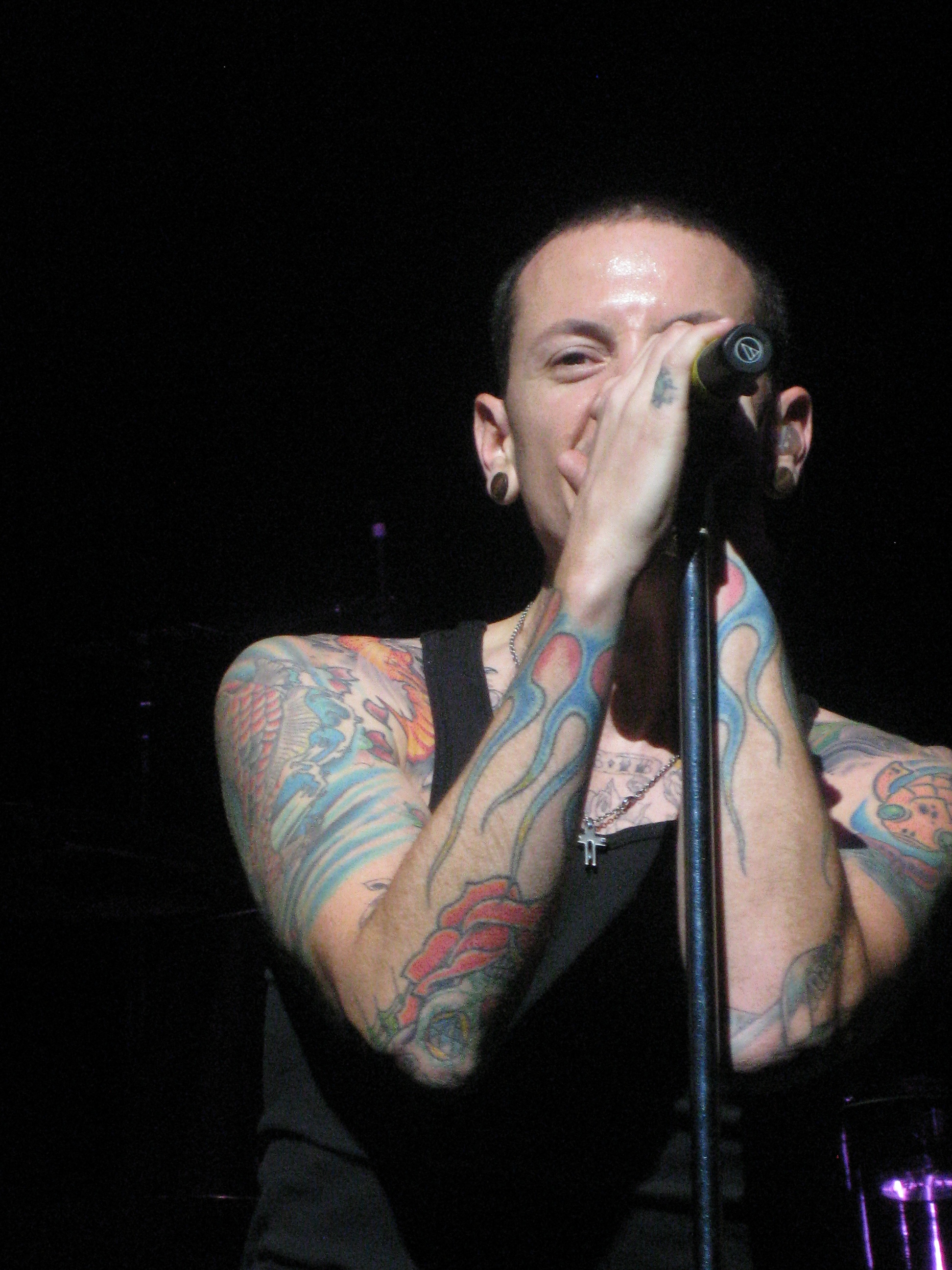
La voz de Chester Bennington fue destacada en la valoración de la canción por parte de medios especializados.

La editora Thea de Gallier, del diario británico The Daily Telegraph, consideró que el mensaje que quiere transmitir la canción “es uno con el que la mayoría de la gente se puede identificar”. Ella opinó que la línea "Estoy cansado de ser lo que quieres que sea" habla de cómo la "presión de ajustarse a las expectativas de otra persona puede aplastar tu espíritu". Además, mencionó que la frase "Ser más como yo y menos como tú" aparece como una especie de "rayo de esperanza". Ollie Dean de Classic Rock History elogió la voz de Bennington: "Simultáneamente áspera y melódica, la voz única de Bennington es un placer, y una montaña rusa para escuchar. Su habilidad para pasar tan fácilmente de lo melódico a lo quebradizo es algo digno de contemplar, y 'Numb' lo ilustra a la perfección". Al notar la presencia de "un gancho de sintetizador magníficamente distintivo" en su introducción, Dean comentó que su única crítica a la canción es que este gancho "no se vuelve a visitar hasta el coro final de la canción". Dave Simpson, de The Guardian, reconoció a "Numb" como una pista "gigantesca" y la comparó con una mezcla de trabajos de bandas como Depeche Mode y Take That. Jack Shepherd de The Independent reconoció que la canción "fue un cierre realmente excelente [del álbum Meteora ], mezclando los momentos más suaves de la banda con los más pesados". Sam Ley de Kerrang! Nombró a “Numb” como la mejor canción de Linkin Park y pensó que el trabajo era “una prueba consistente de que serían la voz perdurable de esta generación”.
En los Radio Music Awards de 2004, "Numb" recibió el premio a la "canción de rock alternativo del año". En 2009, la pista ocupó el puesto 95 en la lista de Rhapsody de las "100 mejores pistas de la década [2000]".  Años más tarde, Rock.fm la colocó en su lista de las "500 mejores canciones de rock en la Historia de la Música".

## Rendimiento comercial
En Estados Unidos "Numb" debutó en el Billboard Hot 100 en el puesto número 66 en la semana del 8 de noviembre de 2003. Luego alcanzó su punto máximo en la semana del 6 de marzo de 2004, en el puesto 11. La pista fue el sencillo número 33 con el mejor desempeño en el Billboard Hot 100 durante el año 2004. En el mismo país, la canción estuvo tres semanas en la cima de la lista Mainstream Rock y doce semanas en la cima de Alternative Airplay (anteriormente conocida como Alternative Songs o Modern Rock Tracks). "Numb" terminó 2004 en el número 2 en Alternative Airplay, detrás de la canción " Megalomaniac " de Incubus. En este conteo fue el segundo sencillo de la banda que pasó la mayor cantidad de semanas en la cima de esta lista, detrás de la canción " What I've Done ", que pasó quince semanas en la cima desde la semana del 21 de abril de 2007. En el Mainstream Top 40 (anteriormente conocido como Pop Songs), la canción alcanzó su posición máxima en marzo de 2004, donde logró la quinta posición, mientras que en la lista Adult Top 40 alcanzó, en junio, el puesto 31. En la lista de fin de año se posicionó en el número 19 en el Mainstream Top 40. En las listas de fin de década, "Numb" terminó en el número 15 en Alternative Airplay, lo que la convirtió en la tercera canción de la banda con la posición más altas en esa lista en la década del 2000, detrás de " In the End " (2) y " Faint " (8),  mientras que en Rock Songs terminó en la posición 22, detrás de las mismas canciones mencionadas anteriormente.  En los Estados Unidos, "Numb" fue certificado oro por la Recording Industry Association of America (RIAA) en agosto de 2008; platino en octubre de 2009; doble y triple platino en agosto de 2017, y cuádruple platino en diciembre, vendiendo, en total, más de cuatro millones de copias en ese país.
La canción también tuvo éxito en varios lugares de Europa. En Croacia, la pista alcanzó el puesto 6 en octubre de 2003, mientras que en Francia logró el número 19 para la semana del 9 de noviembre. En Italia, "Numb" alcanzó el puesto 18 en la semana del 25 de septiembre de 2003 y fue certificado en 2018 por la Federazione Industria Musicale Italiana (FIMI) con un disco de doble platino después de vender más de 100.000 copias. En la lista de sencillos del Reino Unido, la canción alcanzó el puesto número 14 y permaneció en la lista durante siete semanas, con un rendimiento ligeramente inferior al de sus dos sencillos predecesores. Aun así, la Industria Fonográfica Británica (BPI) lo certificó con un disco de doble platino en julio de 2021 después de vender más de 1,2 millones de unidades, situándose junto a “In the End” y “ Numb/Encore” como el sencillo con mejores ventas de la banda en el territorio. En la región de Flandes de Bélgica alcanzó el puesto 48 en el Ultratop 50, mientras que en la región de Valonia alcanzó el puesto 31. La también canción tuvo éxito en Oceanía. En Australia, "Numb" alcanzó el puesto número 10 y fue certificado por la Asociación Australiana de la Industria de la Grabación (ARIA) con un disco de oro por vender 35.000 copias en el país. En Nueva Zelanda, la pista alcanzó el número 13, donde permaneció en esa lista durante dieciocho semanas. En ese país, Recorded Music NZ lo certificó con disco de platino tras vender más de 10.000 unidades. En las listas de fin de año de 2003, la pista ocupó el puesto 87 en Australia y el 92 en Alemania. En las estaciones de radio de Brasil, fue la cuarta canción más popular de la banda entre los años 2012 y 2017, detrás de " Burn It Down ", "In the End" y " Castle of Glass ". En un estudio de 2015 realizado por Matt Daniels del sitio web Poly-graph.co, "Numb" fue citada como la tercera canción más "atemporal" en el servicio de streaming Spotify.
Después de la muerte del vocalista Chester Bennington, la canción volvió a entrar y debutó en varias listas de música de todo el mundo. En Estados Unidos, reapareció en el Billboard Hot 100 en julio de 2017 en el número 34, junto con "In the End", que quedó en el número 37 y " Heavy ", que alcanzó el número 45. En la lista Hot Rock & Alternative Songs, "Numb" alcanzó el puesto número dos, detrás de la canción " Believer " de Imagine Dragons. Aún en América del Norte, la pista alcanzó el puesto 27 en Canadá en la semana del 12 de agosto de 2017. En Europa, la canción recibió una atención significativa. En el Reino Unido, "Numb" pasó cinco semanas en la cima de la lista de rock y metal del Reino Unido entre las semanas del 28 de julio al 25 de agosto de 2017. En la República Checa, la pista alcanzó el puesto número tres, detrás de las canciones " Despacito " de Luis Fonsi y Daddy Yankee, y " Thunder " de Imagine Dragons. En Suiza, alcanzó el número cinco y estuvo 22 semanas en la lista principal del país, siendo certificado con un disco de oro. También fue certificado oro en España y Dinamarca. A fines de 2017, la canción ocupó el puesto 28 en Hot Rock Songs y el número 95 en Hungría. En marzo de 2022, "Numb" alcanzó los mil millones de reproducciones en Spotify; fue la segunda canción de la banda en lograr esta hazaña, luego de que "In the End" superara la misma marca en junio del año anterior.

## Vídeo musical

### Producción

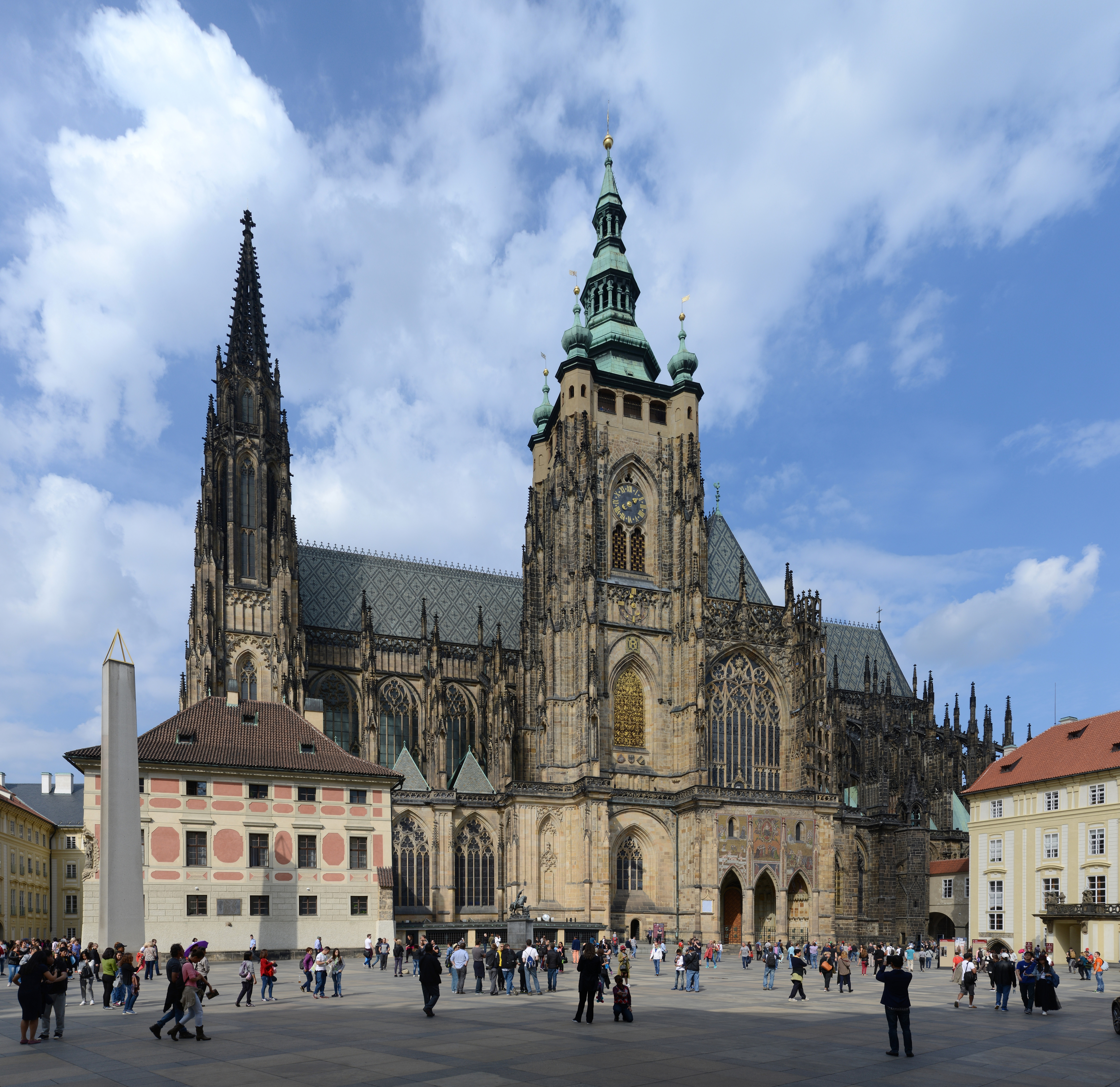
La filmación en interiores del clip "Numb" se llevó a cabo en la Catedral de San Vito en Praga, República Checa

El videoclip de "Numb" fue dirigido por el DJ de Linkin Park, Joe Hahn, quien ya había dirigido trabajos anteriores de la banda, como "Pts.OF.Athrty" y "Somewhere I Belong". En ese momento, Hahn esperaba que su continuo éxito como director le permitiera continuar filmando videos para Linkin Park y otros artistas, así como una ganar notoriedad en Hollywood. Las escenas interiores del video musical se filmaron en la Catedral de San Vito en Praga, República Checa, al igual que las escenas al aire libre. Hahn pensó que Praga "es un lugar hermoso, por eso quería rodar allí. [...] Todas las calles son empedradas y la arquitectura es increíble."  Shinoda, en una entrevista con MTV, elogió la dirección de Hahn en el video: "Creo que Joe [Hahn] construyó toda esta energía creativa y realmente hizo un gran trabajo en el video 'Numb'. Es más un video conceptual. Es más de una historia. No es idéntica a la historia de la canción, pero es similar porque las emociones que aparecen en el video son similares a las de la canción". En otra entrevista, opinó que el video era "algo gótico pero no oscuro".

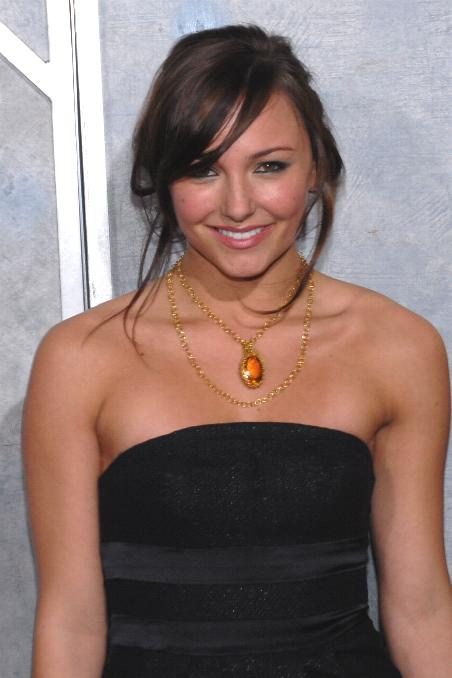
La actriz Briana Evigan protagoniza el video.

En junio de 2003, durante los planes para comenzar a filmar el video, el vocalista Chester Bennington tuvo que ser hospitalizado debido a un fuerte dolor abdominal y de espalda. Hasta ese momento se desconocía la causa de estos dolores, hasta que posteriormente los médicos le diagnosticaron a la cantante una hernia de hiato. Bennington luego comentó cómo comenzó estos dolores: "Me desperté un día, eran alrededor de las 10 de la mañana. Me dolía la espalda, así que tomé dos Advil. Al mediodía estaba sudando y sintiendo como si tuviera gripe. Y a las 12:30 estaba teniendo convulsiones y me llevaron al hospital. Entonces todo sucedió muy rápido. No sabía qué estaba pasando o qué era". Como resultado, la banda tuvo que cancelar una docena de presentaciones en su gira y posponer la producción del video. Después de nueve días en el hospital, Bennington regresó a casa y tres semanas después regresaron las grabaciones de video. La actuación de la banda se grabó en una catedral de Los Ángeles, y aunque se recuperó, Bennington todavía se sentía "tembloroso" en el set.  Sin embargo, para él, el contexto de la actuación del grupo lo ayudó a seguir grabando, y señaló que "realmente captura el aspecto emocional de estar en el estudio en lugar de tocar en vivo [de la canción 'Faint']". Shinoda estuvo de acuerdo y dijo que para él "las emociones están más en nuestros rostros y expresiones que en el movimiento del cuerpo. [...] Cuando tocamos en vivo, nos volvemos locos y es muy enérgico. Cuando estamos grabando, tratamos de quedarnos quietos para poder tocar todas las notas, para que [en el video] puedas ver más en nuestras caras".
La actriz y modelo estadounidense Briana Evigan actuó como la chica principal en el clip. En una sesión de fan-chat realizada a través de Ustream en agosto de 2012, Evigan comentó sobre el trabajo: "El video de 'Numb' de Linkin Park fue realmente genial. Cuántas personas se sintieron conectadas con lo que se decía. Tenía 16 años, fue muy divertido". La actriz interpretó sus escenas en varios lugares de Praga, incluida la escuela secundaria Johannes Kepler (Gymnázium Jana Keplera), un gimnasio público ubicado en el distrito 6 de Praga, donde se filmaron sus interiores y sus jardines. Además, se rodaron escenas en un puente en el Puente de Carlos. Otra actriz que inicialmente participó en el clip fue Michelle Trachtenberg, quien en ese momento estaba filmando la película EuroTrip. Trachtenberg, sin embargo, perdió la oportunidad debido a que un actor de la película no recordaba su línea. Ella explicó: "Linkin Park estaba en nuestro hotel en el momento de la filmación. Me pidieron que saliera en el video. Me acerqué a los chicos y me dijeron 'Sí, suena bien, pero este es un día único y tenemos a este increíble actor francés'. Él es brillante. Solo está disponible un día. Fue el peor actor con el que he trabajado en toda mi vida. No podía recordar la línea '¿Qué te gustaría comer?'". Finalmente, el proceso de filmación del clip se llevó a cabo en su mayoría en junio de 2003 y su lanzamiento final tuvo lugar en septiembre de ese año.

### Sinopsis
El video muestra los problemas domésticos y sociales que enfrenta durante un día en la vida de un joven estudiante impopular. La banda está tocando en una iglesia en este momento. La niña aparentemente pasa mucho tiempo dibujando, revelando que probablemente sueña con convertirse en artista. Ella es en gran parte rechazada y ridiculizada en la escuela, considerando que cuando un maestro la regaña por dibujar en clase, todos se ríen y se burlan de ella; cuando tropieza con una escalera nadie la ayuda a subir, y cuando trata de unirse a un grupo de chicas en una mesa durante el almuerzo, inmediatamente se levantan y se van. También hay marcas de cortes autoinfligidos en sus brazos, que deletrean la palabra "Numb". Durante el clímax de la canción, se muestra a la niña en su habitación, mientras se ata el cabello y, con un pincel, salpica con enojo pintura sobre un lienzo. Al final, corre hacia la iglesia en la que tocaba la banda, casi como si los hubiera escuchado, solo para descubrir que la dejaron atrás y vacía.

### Recepción
El video musical de "Numb" fue bien recibido en el momento de su lanzamiento y recibió algunos premios. En MTV Video Music Brasil 2004, realizado en el Palácio das Convenções do Anhembi en São Paulo, la banda fue premiada en la categoría de "Mejor Videoclip Internacional", luego de competir con otras canciones exitosas de la época, como "Don't Tell Me”, de Avril Lavigne, “My Immortal”, de Evanescence, y “Shut Up”, de The Black Eyed Peas. Esta fue la tercera victoria consecutiva de la banda en esta categoría, luego de ganar la edición de 2002 con "In the End" y la edición de 2003 con "Somewhere I Belong". En los MuchMusic Video Awards de 2004, la banda fue elegida por el público para recibir el premio "Grupo internacional favorito" por la canción.
El trabajo es en gran parte exitoso retrospectivamente. El sitio web de Ultimate Guitar, Alexander Kiryushkin, colocó a "Numb" en el número uno de su lista de " Los 10 mejores videos de rock y metal de la década de 2000 " y lo elogió diciendo que está "bien filmado" y "presenta el acoso y la opresión que muchos han experimentado en sus vidas de una forma sencilla pero comprensible". También pensó que tras la muerte de Chester Bennington en julio de 2017, el video adquirió "otro significado". Quince años después de su lanzamiento oficial, en noviembre de 2018, el material alcanzó la marca de mil millones de visitas en YouTube, el primer video de la banda en alcanzar tal marca en la plataforma. Muchos sitios web atribuyeron el fallecimiento de Bennington como el factor principal para alcanzar la marca de los mil millones, y Brii Jamieson de la revista británica Rock Sound señaló un "movimiento" realizado por fanáticos en honor al cantante. Fue el primer video anterior a YouTube de la década de 2000 en alcanzar los mil millones de visitas. En octubre de 2019, el clip se convirtió en el video de rock más visto en la historia de YouTube, superando el récord anterior que ostentaba el clip de la canción "November Rain", de la banda Guns N' Roses; sin embargo, el video volvió al número dos en febrero de 2021, cuando "November Rain" alcanzó los 1547 millones.
A partir de diciembre de 2020, el video alcanzó 1.500 millones de visitas en YouTube, lo que lo convierte en el clip original de la década de 2000 más visto por cualquier banda, independientemente del género, excluyendo artistas individuales; en diciembre del año anterior, YouTube reveló que el video de la canción era el segundo video más visto de la década de 2000 en general, detrás de " Axel F " de Crazy Frog. Hasta septiembre de 2024, el video musical de "Numb" tiene más de 2320 millones de visitas en YouTube, convirtiéndose en el video de rock más visto y con más 'Me Gusta' de la plataforma. Su video oficial de YouTube, lanzado originalmente el 5 de marzo de 2007 en formato 360p, fue remasterizado a calidad 4K en marzo de 2023, semanas antes del lanzamiento de la edición especial del 20 aniversario de Meteora. Un breve video del detrás de cámaras del clip estuvo disponible en el documental Work In Progress presente en la edición del 20 aniversario de Meteora, lanzado en abril de 2023.

## Versiones

### Mashupjunto a Jay-Z

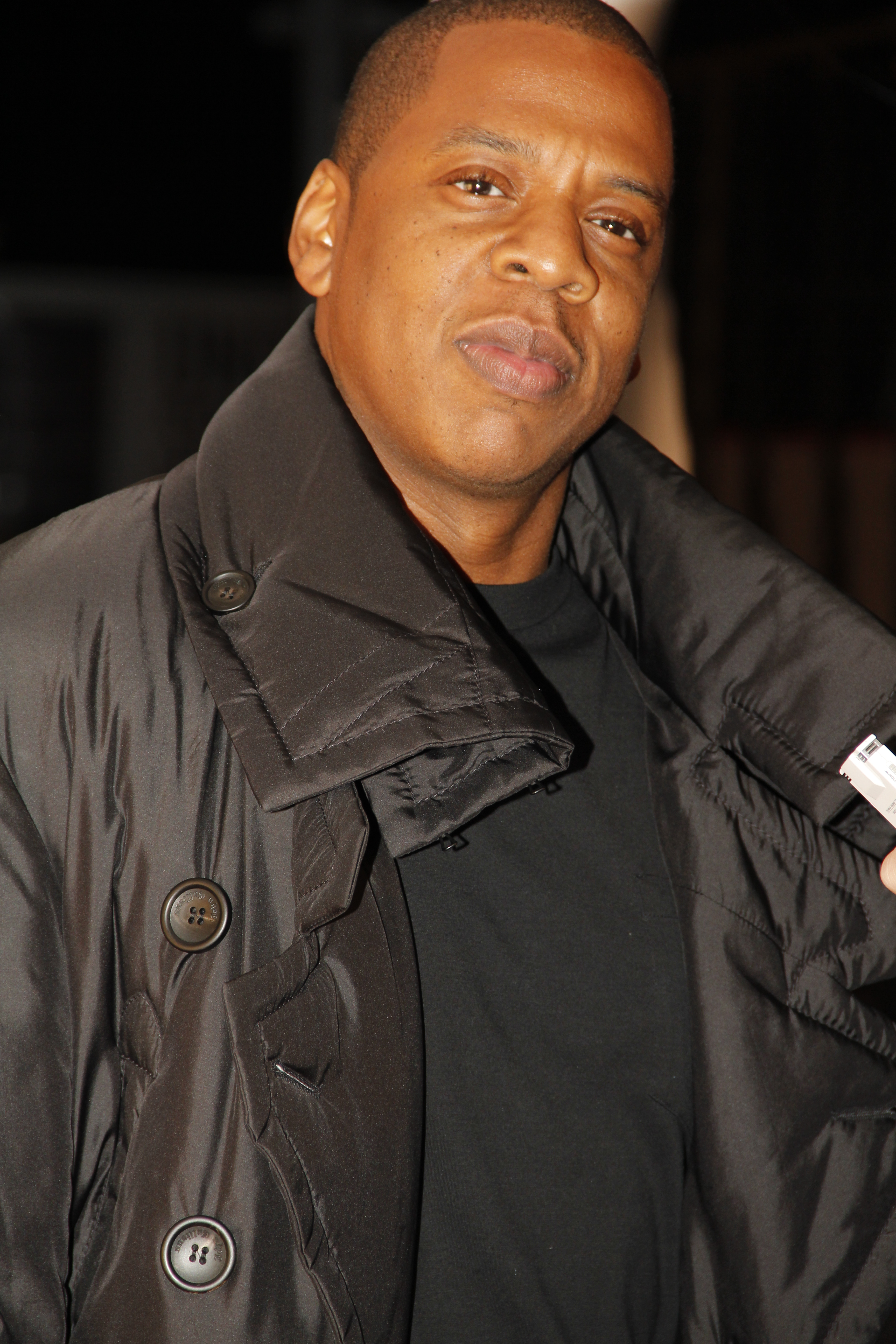
Jay-Z en 2011

Antes de que Mike Shinoda formara Linkin Park en 1996, era un músico experimental al que le gustaba combinar canciones del rapero estadounidense Jay-Z con temas de The Smashing Pumpkins y Nine Inch Nails, entre otros. Unos años más tarde, Jay-Z tuvo una idea similar después de escuchar mezclas de Danger Mouse y Cheap Cologne. Se puso en contacto con Linkin Park y sugirió que trabajaran juntos en algún material, especialmente después del éxito mundial de los dos primeros álbumes del grupo. Shinoda produjo tres mezclas de canciones que aparecen en el octavo álbum de estudio de Jay-Z, The Black Album, antes de que se pusieran en contacto por correo electrónico. Shinoda y Jay-Z continuaron manteniendo correspondencia por correo electrónico, pero finalmente se encontraron en persona para discutir ideas. Inicialmente, el plan era crear varios mashups para un nuevo programa que se estrenaría en MTV en 2004 llamado MTV Ultimate Mash-Ups . Sin embargo, en lugar de simplemente reconfigurar las pistas, los dos artistas decidieron ir al estudio y volver a grabar las voces. También se cambiaron algunos de los elementos musicales para crear un sonido alternativo. Tanto Linkin Park como Jay-Z encontraron la sesión tan gratificante que creyeron que el público internacional merecía escuchar los resultados. Las canciones fueron grabadas en el Roxy Theatre de West Hollywood en julio de 2004.
La colaboración entre los dos artistas dio como resultado el Collision Course EP, cuyo primer sencillo fue la canción " Numb/Encore ". Lanzada en diciembre de ese año, la canción, una de las seis colaboraciones en el álbum, es un acrónimo de la canción de Jay-Z " Encore " y "Numb". La versión lanzada también contenía voces de fondo de Kanye West que se grabaron para el lanzamiento original de "Encore". Posteriormente, el mashup hizo una aparición temprana en la adaptación cinematográfica de 2006 de Miami Vice . Tras su lanzamiento, "Numb/Encore" fue bien recibido comercialmente y por la crítica, y algunos consideraron su éxito como un factor importante en la popularidad de "Numb". Alcanzó el puesto 20 en la lista de música Billboard Hot 100 en los Estados Unidos, 14 en el Reino Unido, 5 en Francia y los Países Bajos, y 1 en Irlanda. En los Premios Grammy de 2006, la canción recibió el premio a " Mejor Colaboración Rap/Sung ", siendo el segundo triunfo de Jay-Z en esa categoría, luego de ganar en la ceremonia de 2004 con la canción " Crazy in Love " (con la cantante Beyoncé ). En 2011, Paste Magazine agregó el mashup en el puesto 19 de su lista de "Las 20 mejores colaboraciones de hip-hop/rock ".

### Covers,remixesy uso en otros medios
Varios artistas realizaron versiones de la canción. "Numb" fue versionada por la artista británica Jamelia en la sección Live Lounge de The Jo Whiley Show en BBC Radio 1, en 2004. Más tarde ese año, interpretó la versión durante su gira por el Reino Unido. El DJ y productor musical holandés Hardwell combinó "At Night" de Jordy Dazz, "Who Is Ready To Jump (Glowinthedark Higher Club Mix)" de Chuckie y "Numb" como parte de su set en varios espectáculos en 2013. La banda de música electrónica de Rhode Island, It Lives, It Breathes, lanzó un sencillo digital de doble cara A que contenía versiones de canciones como "Numb" y " My Plague " de Slipknot en agosto de 2013. El DJ francés David Guetta tocó un remix de "Numb" como parte de su set en varios espectáculos en Brasil en enero de 2015. La banda estadounidense de electrónica electrónica Breathe Carolina interpretó "Numb" en varios espectáculos durante la gira Anywhere But Home Tour en 2015. La banda de rock australiana Hands Like Houses interpretó "Numb" como parte de las Zippo Encore Sessions de APTV que tuvieron lugar en la edición 2016 del festival Carolina Rebellion.
En 2007, la rapera trinitense Nicki Minaj remezcló el mashup "Numb/Encore" con su voz para su mixtape debut Playtime Is Over, titulado "Encore '07'". En 2008, los DJ alemanes Jan Wayne y Raindropz! lanzaron un EP con una serie de catorce remixes de "Numb", titulado Numb (Jan Wayne vs. Raindropz! ). La cantautora finlandesa Tarja Turunen interpretó la canción durante un espectáculo especial en la Wacken Metal Church que inauguró la edición 2016 del festival Wacken Open Air. Tarja cantó junto con un piano, violonchelo y violín frente a solo 300 fanáticos cuidadosamente seleccionados. En febrero de 2017, el cantautor peruano Tongo lanzó una parodia cómica de la canción en YouTube. Durante la visita de Linkin Park a Perú a través de One More Light World Tour en mayo de 2017, Shinoda reaccionó a la parodia bromeando: "¡Oh, Dios mío! ¡Esto es increíble! ¡Eso es fantástico! ¿Podemos poner esto? como, al final de un espectáculo?" Dos semanas después, Shinoda compartió la parodia a través de su cuenta de Twitter. En julio de 2017, 200 músicos interpretaron "Numb" como parte del quinto Rocknmob que tuvo lugar en Moscú, Rusia. La banda sueca de metal Dead by April lanzó una versión de la canción en YouTube luego de la muerte de Bennington en 2017. También en homenaje a Bennington, el rapero estadounidense Machine Gun Kelly hizo una versión de la canción para YouTube.
En 2008, "Numb" apareció en el documental The Tragic And Painful Waxing Of Mr. Simón La pista hizo una aparición en la banda sonora del decimotercer episodio de la octava temporada de la serie de televisión británica Waterloo Road. Accidentalmente, el 4 de septiembre de 2014, se reprodujo "Numb" durante 0,7 segundos en lugar del himno nacional de Malta durante un partido amistoso de fútbol entre la selección de Malta contra Eslovaquia. En 2011, la canción se lanzó como parte del contenido descargable (DLC) del juego electrónico Rock Band 3 (2010) y, en 2015, se lanzó para el juego electrónico Rocksmith 2014 (2013). "Numb" también se incluyó en el contenido descargable del juego electrónico Beat Saber (2019) en agosto de 2020, y fue parte de un paquete descargable para el juego Fuser (2020), lanzado en marzo de 2021. En noviembre del año siguiente, la pista apareció en el videojuego Just Dance 2023 Edition (2022).

## Presentaciones en vivo

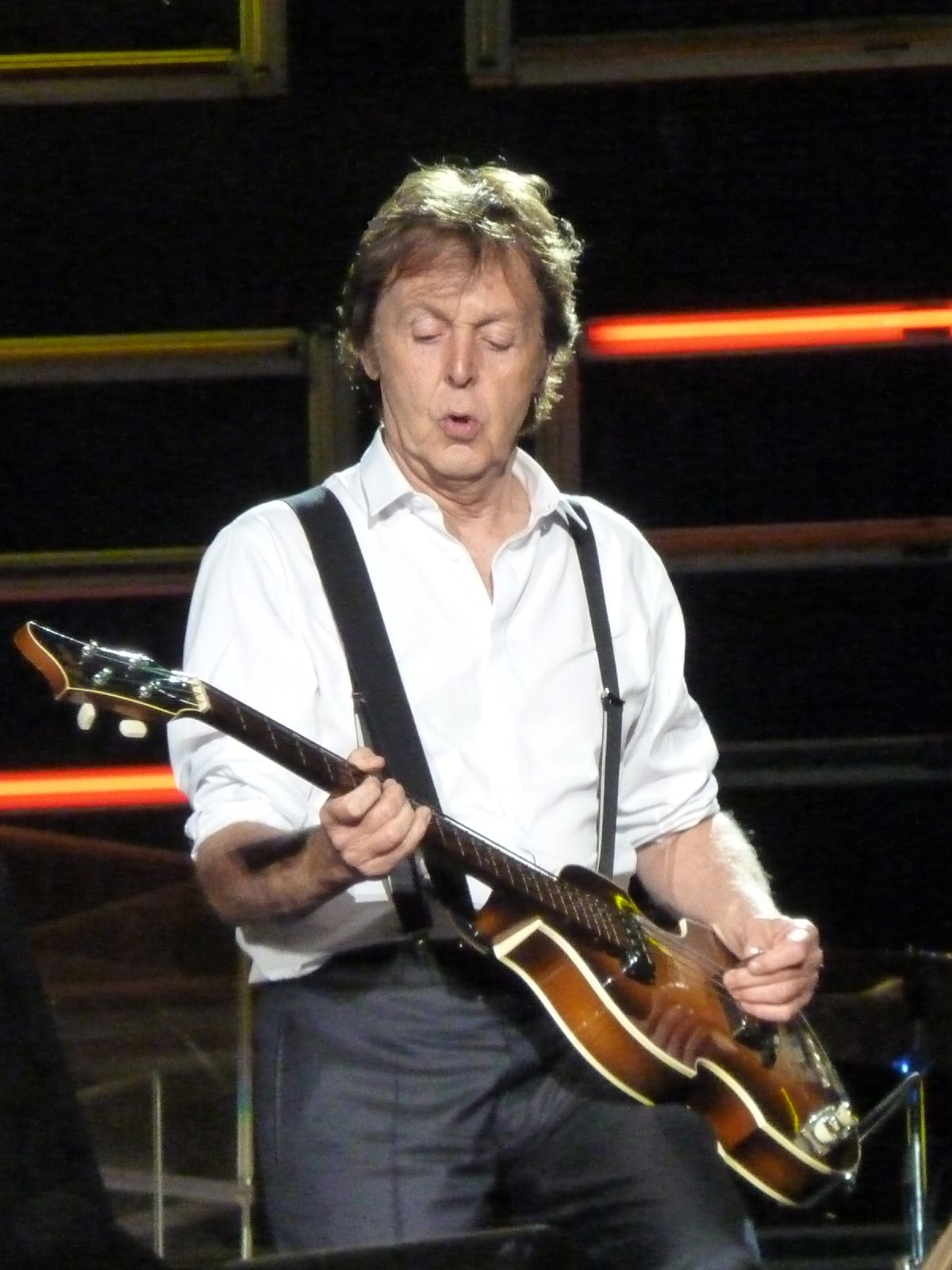
Mientras la banda interpretaba la canción «Numb/Encore» en los Grammy de 2006, Paul McCartney hizo una aparición sorpresa y subió al escenario para cantar «Yesterday» de The Beatles junto a Bennington.

La primera presentación en vivo de "Numb" tuvo lugar durante la segunda edición del concierto Summer Sanitarium Tour de Metallica en Toronto, Canadá, el 5 de julio de 2003. En ese momento, Shinoda anunció durante la presentación que la canción sería el tercer sencillo de Meteora y que se esperaba su lanzamiento en septiembre de ese año. Al mes siguiente, aún en esa gira, el grupo interpretó "Numb" en el Reliant Stadium de Houston, Texas, el 2 de agosto. Esta actuación se incluyó en el álbum en vivo Live in Texas, lanzado meses después, en noviembre. La primera presentación televisiva de la canción tuvo lugar el 11 de agosto de 2003 en Jimmy Kimmel Live! en ABC en Los Ángeles, California. En el repertorio, la banda interpretó "Numb" junto a otros temas de su segundo disco ("Don't Stay", " Somewhere I Belong ", " Ling from You " y " Faint "), y cerró la presentación con temas de su primer disco. En el mismo mes, el día 22, el grupo actuó en el Reading Festival en Reading, Inglaterra, y, el día 31, en el Terremoto Festival en Weeze, Alemania, ambos formando parte del Meteora European Tour, con "Numb" incluido. en los setlists de la banda. Todavía en 2003, a finales de ese año, Linkin Park tocó el tema junto con otros de su discografía en KROQ Almost Acoustic Christmas en la radio KROQ-FM.
La canción permaneció firmemente presente durante las actuaciones del grupo al año siguiente. En la edición de 2004 del festival Rock am Ring en Adenau, Alemania, Linkin Park interpretó "Numb" con una nueva introducción de guitarra; en ese mismo espectáculo, la banda interpretó una versión de la canción " Wish " de Nine Inch Nails. Con el final de la gira de apoyo de Meteora, la banda tocó solo dos shows en 2005; sin embargo, "Numb" no apareció en ninguna de las dos ocasiones, pues fue reemplazada por la interpretación del mashup " Numb/Encore " con el rapero Jay-Z, para la promoción del EP de colaboración de los dos artistas, Collision Course. Las únicas dos presentaciones ese año fueron en Music For Relief: Rebuilding South Asia en Anaheim, California el 18 de febrero de 2005, y en Live 8 en Filadelfia, Pensilvania el 2 de julio. Al año siguiente, para los Premios Grammy 2006, la banda y el rapero interpretaron "Numb/Encore" en los premios, durante los cuales el cantante británico Paul McCartney hizo una aparición sorpresa y subió al escenario a dúo con la canción de Chester Bennington " Yesterday " de The Beatles. Tras bambalinas después de la ceremonia, Bennington comentó: "Fue la experiencia más surrealista e increíble de mi vida".

## Lista de canciones
La canción se lanzó en sencillo en dos partes: «Numb 1» y «Numb 2». Tienen diferentes colores —La tapa de la parte 1 es de color blanco y la parte 2 de azul— y distinta lista de canciones. Todas las canciones siguientes están escritas y compuestas por la banda.

### Parte 1
1. «Numb» - 3:06
2. «From The Inside» (Live) - 2:56
3. «Numb» (Video) - 3:06

### Parte 2
1. «Numb» - 3:06
2. «Easier To Run» (Live) - 3:22
3. «Faint» (Video) - 2:56

## Posicionamiento en listas

### Semanales
| País              | Lista                        | Mejor posición |
| 2003-2017         | 2003-2017                    | 2003-2017      |
| ----------------- | ---------------------------- | -------------- |
| Alemania          | German Singles Chart         | 13             |
| Australia         | Australian Singles Chart     | 10             |
| Austria           | Austrian Singles Chart       | 8              |
| Bélgica (Flandes) | Ultratop 100                 | 48             |
| Bélgica (Valonia) | Ultratop 50                  | 31             |
| Canadá            | Canadian Hot 100             | 27             |
| Escocia           | Scottish Singles Chart       | 13             |
| Eslovaquia        | Radio Top 100 Chart          | 10             |
| España            | Spanish Singles Chart        | 34             |
| Estados Unidos    | Active Rock                  | 1              |
| Estados Unidos    | Adult Top 40                 | 31             |
| Estados Unidos    | Alternative Airplay          | 1              |
| Estados Unidos    | Billboard Hot 100            | 11             |
| Estados Unidos    | Hot Rock & Alternative Songs | 2              |
| Estados Unidos    | Mainstream Rock              | 1              |
| Estados Unidos    | Mainstream Top 40            | 5              |
| Estados Unidos    | Rock Streaming Songs         | 2              |
| Francia           | French Singles Chart         | 9              |
| Hungría           | Stream Top 40                | 15             |
| Irlanda           | Irish Singles Chart          | 16             |
| Italia            | FIMI                         | 18             |
| Japón             | Japan Hot 100                | 47             |
| Malasia           | RIM                          | 15             |
| Nueva Zelanda     | Recorded Music NZ            | 13             |
| Países Bajos      | Single Top 100               | 75             |
| Portugal          | AFP                          | 22             |
| Reino Unido       | UK Rock & Metal              | 1              |
| Reino Unido       | UK Singles Chart             | 14             |
| República Checa   | Radio Top 100 Chart          | 3              |
| Suecia            | Sverigetopplistan            | 23             |
| Suiza             | Swiss Singles Chart          | 13             |

### Certificaciones
| País           | Organismo certificador | Certificación | Ventas certificadas | Ref.    |
| -------------- | ---------------------- | ------------- | ------------------- | ------- |
| Alemania       | BVMI                   | 7× Oro        | 1 050 000           | [ 192 ] |
| Australia      | ARIA                   | Oro           | 35 000              | [ 193 ] |
| Dinamarca      | IFPI — Dinamarca       | Platino       | 90 000              | [ 194 ] |
| Dinamarca      | IFPI — Dinamarca       | Oro (ST)      | 900 000             | [ 195 ] |
| Estados Unidos | RIAA                   | 4× Platino    | 4 000 000           | [ 196 ] |
| España         | PROMUSICAE             | Oro           | 25 000              | [ 197 ] |
| Italia         | FIMI                   | 3× Platino    | 300 000             | [ 198 ] |
| Japón          | Oricon                 | Oro           | 100 000             |         |
| Nueva Zelanda  | RMNZ                   | 4× Platino    | 120 000             | [ 199 ] |
| Portugal       | AFP                    | 4× Platino    | 40 000              | [ 200 ] |
| Reino Unido    | BPI                    | 3× Platino    | 1 900 000           | [ 201 ] |
| Suiza          | IFPI — Suiza           | Oro           | 20 000              | [ 202 ] |